# Charles Crozat Converse
Charles Crozat Converse (Warren (Massachusetts), 7 d'octubre de 1834 - Highwood, Nova Jersey, 18 d'octubre de 1918) va ser un advocat nord-americà que es va fer conegut com a compositor de revivals.
Estudià lleis i música a Leipzig, el 1857 retornà al seu país, i es graduà en l'Escola de Dret d'Albany, el 1861.
Les seves composicions musicals van aparèixer amb el pseudònim de C.O. Nevers, Karl Reden i E.C: Revons, i comprenen: Cantata (1855), New Method for the Guitar (1855); Musical Bouquet (1859); The One Hundred and Twenty-sixth Psalm (1860); Sweet Singer (1863); Church Singer (1863), i Sayings of Sages (1863).